# Красиловка (Павлодарская область)
Красиловка (каз. Красиловка) — село в Щербактинском районе Павлодарской области Казахстана. Расположено в 40 км к северо-западу от районного центра — села Шарбакты и в 80 км к северо-востоку от областного центра — города Павлодара. Административный центр и единственный населённый пункт Красиловского сельского округа. Код КАТО — 556845100.

## История
Село было основано в 1909 году на месте бывшей заимки Гончарова и вначале крестьяне пытались назвать село Гончаровка По сведениям старожила села К. С. Колота, село было названо Красиловкой председателем Совета министров Российской империи Петром Столыпиным, к приезду которого на заимке был наведён порядок и располагалось оно в красивом природном месте.
Красиловка была центральной усадьбой бывшего мясо-молочного колхоза имени XXII съезда КПСС, образованного в 1950 году. До 1961 года он назывался колхозом имени Сталина, в связи с осуждением культа личности Сталина был переименован в честь очередного партийного съезда.

## Население
В 1985 году в селе проживало 854 человек. В 1999 году численность населения села составляла 858 человек (423 мужчины и 435 женщин). По данным переписи 2009 года, в селе проживало 551 человек (282 мужчины и 269 женщин).